# Antytaurus
Antytaurus – nazwa zbiorcza dwóch pasm Taurusu Środkowego w południowo-wschodniej Turcji: zachodniego – Tahtalı Dağları i wschodniego – Binboğa Dağları. Najwyżej wznoszącym się szczytem jest Bey Dağı w paśmie Tahtalı Dağları (3054 m n.p.m.). Góry mają łącznie ok. 200 km długości. Są poprzedzielane rzekami dorzeczy Seyhan Nehri i Ceyhan Nehri. Północną część gór pokrywają suche stepy i zarośla frygany, natomiast w części południowej, bardziej wilgotnej, występują głównie lasy szpilkowe. Jest to obszar koczowniczej hodowli wielbłądów, mułów i owiec.